# Supercoppa UEFA 2024
La Supercoppa UEFA 2024 è stata la 49ª edizione della Supercoppa UEFA e si è disputata allo stadio nazionale di Varsavia, in Polonia. A contendersela sono stati i vincitori della UEFA Champions League 2023-2024, gli spagnoli del Real Madrid, e quelli della UEFA Europa League 2023-2024, gli italiani dell'Atalanta.
Il trofeo è stato vinto dal Real Madrid, al sesto successo nella manifestazione. Con la vittoria, la squadra spagnola ha stabilito il nuovo primato come club più vittorioso nella storia della competizione, staccando di una lunghezza i connazionali del Barcellona e gli italiani del Milan, fermi a quota cinque trionfi a testa.
L'allenatore del Real Madrid, Carlo Ancelotti, è diventato il tecnico con il maggior numero di trionfi nella Supercoppa UEFA, con cinque vittorie, così come i due capitani dei Blancos, Daniel Carvajal e Luka Modrić, diventati i giocatori con il maggior numero di trionfi, con cinque successi.

## Partecipanti
| Squadre     | Qualificazione                                   | Partecipazioni precedenti (il grassetto indica la vittoria) |
| ----------- | ------------------------------------------------ | ----------------------------------------------------------- |
| Real Madrid | Vincitrice della UEFA Champions League 2023-2024 | 8 (1998, 2000, 2002, 2014, 2016, 2017, 2018, 2022)          |
| Atalanta    | Vincitrice della UEFA Europa League 2023-2024    | Nessuna                                                     |

## Contesto
Allo stadio nazionale di Varsavia va in scena la finale tra il Real Madrid, alla sua nona presenza nella competizione, che permette ai madrileni di eguagliare i connazionali del Barcellona, e l'Atalanta, che è invece all'esordio nella competizione. L'allenatore degli spagnoli, Ancelotti, schiera la squadra col 4-2-3-1: davanti al portiere Courtois, la linea difensiva a quattro è formata dal capitano Carvajal e da Mendy come terzini, e da Militão e Rüdiger come difensori centrali. In mediana Tchouaméni è supportato da Valverde, mentre il trio di trequartisti è composto da Rodrygo, Bellingham e Vinícius, dietro all'unica punta ed unica new entry della formazione spagnola Mbappé. D'altro canto l'Atalanta di Gasperini risponde con un 3-4-1-2: davanti a Musso, il trio difensivo è costituito da Djimsiti, Hien e Kolašinac. Il quartetto a centrocampo è costituito da Zappacosta e Ruggeri come esterni, e dal capitano De Roon affiancato da Éderson. Sulla trequarti è posizionato Pašalić dietro alle due punte Lookman e De Ketelaere.

## Tabellino

### Dettagli
La squadra "di casa" (ai fini amministrativi) è stata la vincitrice della UEFA Champions League.
| Arbitro: | Sandro Schärer |

|                         |           |  |
| Valverde 59’ Mbappé 68’ | Marcatori |  |

| Real Madrid | Atalanta |

| P               | 1  | Thibaut Courtois    |     |     |
| D               | 2  | Daniel Carvajal     |     | 88’ |
| D               | 3  | Éder Militão        |     |     |
| D               | 22 | Antonio Rüdiger     |     |     |
| D               | 23 | Ferland Mendy       |     |     |
| C               | 8  | Federico Valverde   |     |     |
| C               | 14 | Aurélien Tchouaméni |     |     |
| C               | 11 | Rodrygo             |     | 76’ |
| C               | 5  | Jude Bellingham     | 35’ | 88’ |
| C               | 7  | Vinícius Júnior     | 42’ | 88’ |
| A               | 9  | Kylian Mbappé       |     | 83’ |
| A disposizione: |    |                     |     |     |
| P               | 13 | Andriy Lunin        |     |     |
| P               | 26 | Fran González       |     |     |
| D               | 18 | Jesús Vallejo       |     |     |
| D               | 20 | Fran García         |     |     |
| D               | 31 | Jacobo Ramón        |     |     |
| C               | 6  | Eduardo Camavinga   |     |     |
| C               | 10 | Luka Modrić         |     | 76’ |
| C               | 15 | Arda Güler          |     | 88’ |
| C               | 17 | Lucas Vázquez       |     | 88’ |
| C               | 19 | Dani Ceballos       |     | 88’ |
| C               | 21 | Brahim Díaz         |     | 83’ |
| A               | 16 | Endrick             |     |     |
| Allenatore:     |    |                     |     |     |
| Carlo Ancelotti |    |                     |     |     |

| P                    | 1  | Juan Musso           |     |     |
| D                    | 19 | Berat Djimsiti       | 64’ |     |
| D                    | 4  | Isak Hien            |     | 90’ |
| D                    | 23 | Sead Kolašinac       |     | 71’ |
| C                    | 77 | Davide Zappacosta    |     | 62’ |
| C                    | 15 | Marten de Roon       |     |     |
| C                    | 13 | Éderson              | 9’  |     |
| C                    | 22 | Matteo Ruggeri       |     |     |
| C                    | 8  | Mario Pašalić        |     | 90’ |
| A                    | 17 | Charles De Ketelaere |     | 62’ |
| A                    | 11 | Ademola Lookman      |     |     |
| A disposizione:      |    |                      |     |     |
| P                    | 29 | Marco Carnesecchi    |     |     |
| P                    | 31 | Francesco Rossi      |     |     |
| D                    | 5  | Ben Godfrey          |     | 62’ |
| D                    | 20 | Mitchel Bakker       |     | 71’ |
| D                    | 27 | Marco Palestra       |     | 90’ |
| D                    | 40 | Pietro Comi          |     |     |
| D                    | 41 | Pietro Tornaghi      |     |     |
| C                    | 6  | Ibrahim Sulemana     |     |     |
| C                    | 25 | Federico Cassa       |     |     |
| C                    | 44 | Alberto Manzoni      |     | 90’ |
| A                    | 32 | Mateo Retegui        |     | 62’ |
| A                    | 45 | Dominic Vavassori    |     |     |
| Allenatore:          |    |                      |     |     |
| Gian Piero Gasperini |    |                      |     |     |

| Assistenti arbitrali: Stéphane De Almeida (Svizzera) Jonas Erni (Svizzera) Quarto ufficiale: Mykola Balakin (Ucraina) VAR: Bastian Dankert (Germania) Assistenti al VAR: Fedayi San (Svizzera) Christian Dingert (Germania) | Regole dell'incontro: - due tempi regolamentari da 45 minuti ciascuno; - tiri di rigore in caso di parità; inizialmente cinque per squadra, e a oltranza fino a spareggio in caso di ulteriore parità; - numero massimo di 23 giocatori per squadra a referto (11 in campo e 12 come potenziali sostituti); - cinque sostituzioni permesse. |

## Statistiche
| Statistiche       | Real Madrid | Atalanta |
| ----------------- | ----------- | -------- |
| Reti segnate      | 0           | 0        |
| Tiri totali       | 3           | 2        |
| Tiri in porta     | 0           | 0        |
| Parate            | 0           | 0        |
| Possesso palla    | 56%         | 44%      |
| Calci d'angolo    | 1           | 1        |
| Falli commessi    | 8           | 11       |
| Fuorigioco        | 0           | 0        |
| Cartellini gialli | 2           | 1        |
| Cartellini rossi  | 0           | 0        |

| Statistiche       | Real Madrid | Atalanta |
| ----------------- | ----------- | -------- |
| Reti segnate      | 2           | 0        |
| Tiri totali       | 10          | 5        |
| Tiri in porta     | 6           | 1        |
| Parate            | 1           | 4        |
| Possesso palla    | 49%         | 51%      |
| Calci d'angolo    | 4           | 1        |
| Falli commessi    | 4           | 8        |
| Fuorigioco        | 0           | 1        |
| Cartellini gialli | 0           | 1        |
| Cartellini rossi  | 0           | 0        |

| Statistiche       | Real Madrid | Atalanta |
| ----------------- | ----------- | -------- |
| Reti segnate      | 2           | 0        |
| Tiri totali       | 13          | 7        |
| Tiri in porta     | 6           | 1        |
| Parate            | 1           | 4        |
| Possesso palla    | 53%         | 47%      |
| Calci d'angolo    | 5           | 2        |
| Falli commessi    | 12          | 19       |
| Fuorigioco        | 0           | 1        |
| Cartellini gialli | 2           | 2        |
| Cartellini rossi  | 0           | 0        |